# Akademio de Esperanto
Akademio de Esperanto (engelska: Academy of Esperanto) är ett organ som övervakar språket esperanto. Akademin består av 45 medlemmar och det finns en president, vicepresident och en sekreterare. Organet finansieras genom bidrag från World Esperanto Association och donationer.

## Historia

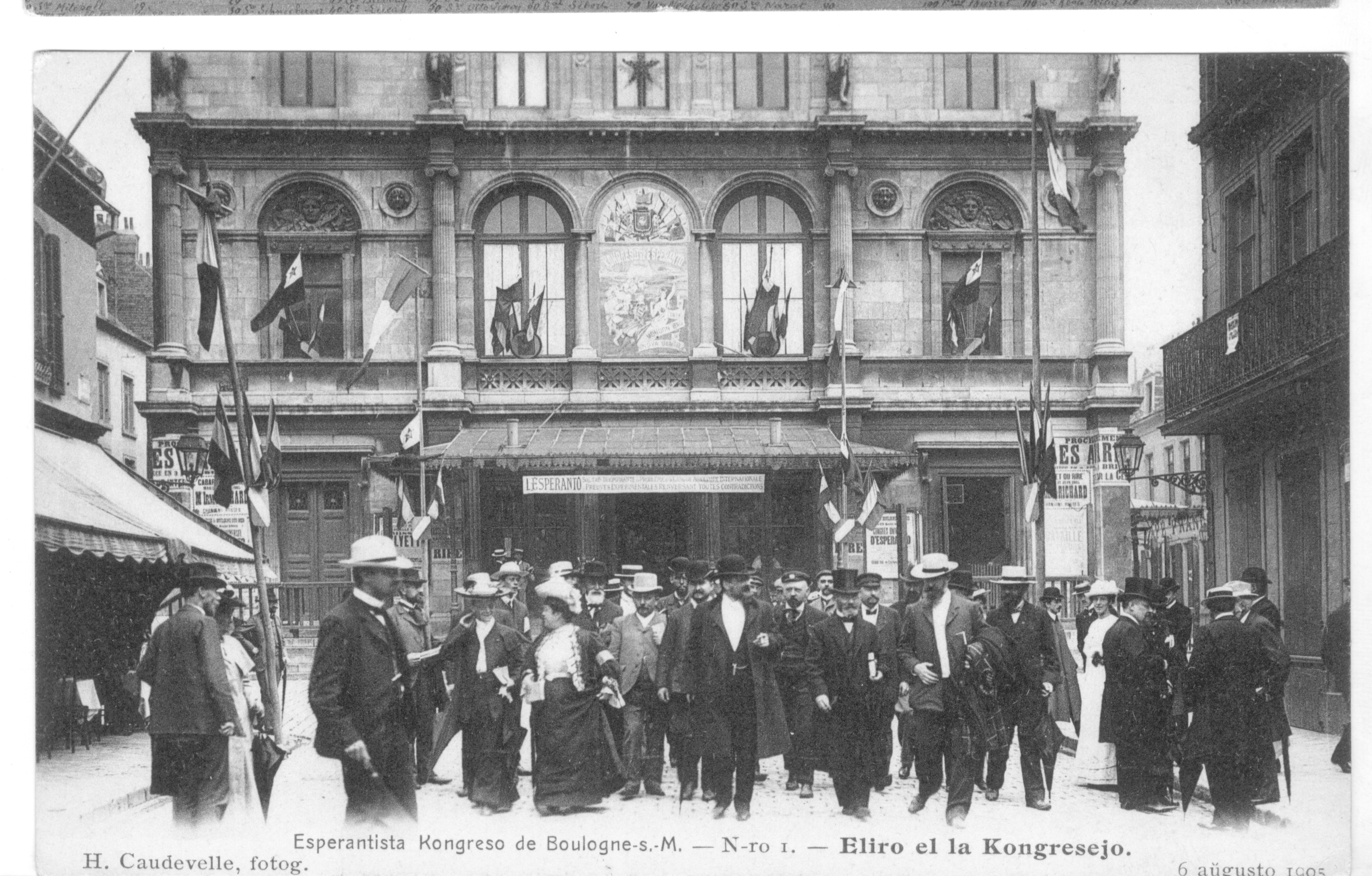
Den första esperantistiska världskongressen, augusti 1905.

Akademin grundades 1905 på den första esperantistiska världskongressen – La Unua Universala Kongreso de Esperanto – i Boulogne-sur-Mer, Frankrike.

## Medlemmar
- Marc Bavant
- Vilmos Benczik
- Gerrit Berveling
- Marek Blahuš
- Marjorie Boulton
- Cyril Brosch
- Renato Corsetti (Sekreterare)
- Marcos Cramer
- Probal Dasgupta (President)
- Edmund Grimley-Evans
- Paul Gubbins
- Nikolao Gudskov
- Boris Kolker
- Katalin Kováts
- Erich-Dieter Krause
- Harri Laine
- Jouko Lindstedt
- Haitao Liu
- François Lo Jacomo
- Anna Löwenstein
- Ma Young-tae
- Carmel Mallia
- Stano Marček
- Alexander Melnikov
- Carlo Minnaja
- Paŭlo Moĵajev
- Brian Moon (Vice President)
- Nguyễn Xuân Thu
- Barbara Pietrzak
- Sergej Pokrovskij
- Otto Prytz (Vice President)
- Baldur Ragnarsson
- Giridhar Rao
- Orlando Raola
- Tsvi Sadan
- Saka Tadasi
- Alexander Shlafer
- Humphrey R. Tonkin
- Usui Hiroyuki
- Amri Wandel
- John C. Wells
- Bertilo Wennergren
- Yamasaki Seikô

Tidigare medlemmar inkluderar Gaston Waringhien, Rüdiger Eichholz, Jorge Camacho, Victor Sadler, Michel Duc-Goninaz, and William Auld (president av akademin 1979–1983).